# Menophra periphanaria
Menophra periphanaria är en fjärilsart som beskrevs av Franz Dannehl 1933. Menophra periphanaria ingår i släktet Menophra och familjen mätare. Inga underarter finns listade i Catalogue of Life.